# ニュー・ムーン・ドーター
『ニュー・ムーン・ドーター』（New Moon Daughter）は、アメリカ合衆国の歌手、カサンドラ・ウィルソンが1996年に発表したスタジオ・アルバム。ブルーノート・レコード移籍後としては2作目のアルバムであり、日本で先行発売された。ウィルソンの自作曲や、ビリー・ホリデイのカヴァー「奇妙な果実」等のジャズ・スタンダードに加えて、U2、サン・ハウス、モンキーズ、ニール・ヤングのカヴァーも歌われており、音楽評論家のスコット・ヤナウはallmusic.comにおいて「モンキーズの"恋の終列車"と"奇妙な果実"の両方が収録されているアルバムは、恐らく本作だけだろう」と評している。
ウィルソンの母国アメリカでは、Billboard 200で141位、『ビルボード』のジャズ・アルバム・チャートでは1位に達した。ウィルソンは本作でグラミー賞最優秀ジャズ・ボーカル賞を受賞し、自身初のグラミー受賞を果たした。

## 収録曲
特記なき楽曲はカサンドラ・ウィルソン作。
1. 奇妙な果実 - "Strange Fruit" (Lewis Allan) - 5:34
2. 恋は盲目 - "Love Is Blindness" (U2) - 4:52
3. ソロモン・サング - "Solomon Sang" - 5:55
4. デス・レター - "Death Letter" (Son House) - 4:12
5. スカイラーク - "Skylark" (Hoagy Carmichael, Johnny Mercer) - 4:08
6. ファインド・ヒム - "Find Him" - 4:37
7. 泣きたいほどの淋しさだ - "I'm So Lonesome I Could Cry" (Hank Williams) - 4:49
8. 恋の終列車 - "Last Train to Clarksville" (Tommy Boyce, Bobby Hart) - 5:13
9. アンティル - "Until" - 6:30
10. ア・リトル・ウォーム・デス - "A Little Warm Death" - 5:44
11. メンフィス - "Memphis" - 5:04
12. ハーヴェスト・ムーン - "Harvest Moon" (Neil Young) - 5:00

### 日本盤ボーナス・トラック
1. ムーン・リヴァー - "Moon River" (J. Mercer, Henry Mancini) - 5:22

## 参加ミュージシャン
- カサンドラ・ウィルソン - ボーカル、アコースティック・ギター
- クリス・ホイットニー - ギター(on 1.)
- ロニー・プラキシコ - ベース(on 1. 2. 5. 6. 7. 8. 9. 11.)
- グラハム・ヘインズ - コルネット(on 1.)
- ブランドン・ロス - ギター(on 2. 3. 4. 6. 7. 8. 9. 10. 11. 12. 13.)
- ケヴィン・ブレイト - ギター(on 2. 3. 4. 8. 11. 12. 13.)、テナー・バンジョー(on 4.)、アイリッシュ・ブズーキ(on 7.)
- ダギー・ボウン - フロア・タム(on 2.)、ドラムス(on 3. 4. 5. 7. 8. 13.)、パーカッション(on 4. 12.)、ヴィブラフォン(on 8.)
- ローレンス・モリス - コルネット(on 2.)
- シロ・バプティスタ - パーカッション(on 3. 4. 9. 10. 11. 12. 13.)
- マーク・アンソニー・ピーターソン - ベース(on 4. 12.)
- ギブ・ワートン - ペダル・スティール(on 5.)
- チャーリー・バーナム - ヴァイオリン(on 7. 10.)
- トニー・セドラス - アコーディオン(on 9.)
- ジェフ・ヘインズ - パーカッション(on 9. 10.)
- ゲイリー・ブレイト - ハモンドオルガン(on 11.)
- ザ・ペッパーズ - バックグラウンド・ボーカル(on 12.)